# Mannsdorf an der Donau
Mannsdorf an der Donau osztrák község Alsó-Ausztria Gänserndorfi járásában. 2020 januárjában 373 lakosa volt.

## Elhelyezkedése

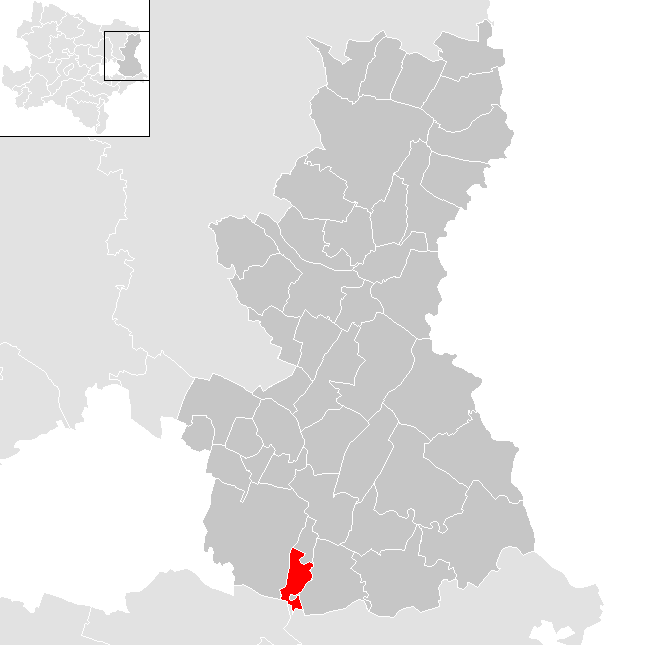
Mannsdorf an der Donau a Gänserndorfi járásban

Mannsdorf an der Donau a tartomány Weinviertel régiójában fekszik a Morva-mező déli részén, a Dunától északra. Déli része a Donau-Auen Nemzeti Parkhoz tartozik. Területének 12,2%-a erdő, 71,8% áll mezőgazdasági művelés alatt. Az önkormányzat egyetlen katasztrális községből áll.
A környező önkormányzatok: nyugatra Groß-Enzersdorf, északra Andlersdorf, keletre Orth an der Donau, délkeletre Haslau-Maria Ellend, délnyugatra Fischamend.

## Története
Mannsdorf területe már a bronzkorban is lakott volt, a régészek az urnamezős kultúrához köthető leletekre bukkantak.
A 955-ös augsburgi csata után a Morva-mező német kézre került és megkezdték a betelepítését. Mannsfeld Probstdorf egyházközségéhez tartozott, egészen 1783-ig. Saját temploma addig nem is volt.
Az első világháború után munkanélküli háborús károsultakat telepítettek a szomszédos Orthba, ahol azok önhatalmúlag saját települést kezdtek létrehozni, részben Mannsdorf területén. Végül a hatóságok Pressbaumban találtak nekik helyet. Az Anschluss után Mannsdorf önállósága megszűnt, betagozták Nagy-Bécs újonnan létrehozott 22. kerületébe. Függetlenségét 1954-ben nyerte vissza. 

## Lakosság
A Mannsdorf an der Donau-i önkormányzat területén 2020 januárjában 373 fő élt. A lakosságszám 2001 óta csökkenő tendenciát mutat. 2018-ban az ittlakók 84,6%-a volt osztrák állampolgár; a külföldiek közül 0,3% a régi (2004 előtti), 13,5% az új EU-tagállamokból érkezett. 1,1% a volt Jugoszlávia (Szlovénia és Horvátország nélkül) vagy Törökország, 0,5% egyéb országok polgára volt. 2001-ben a lakosok 83,2%-a római katolikusnak, 1,4% evangélikusnak, 1,8% ortodoxnak, 6,7% mohamedánnak, 4,1% pedig felekezeten kívülinek vallotta magát. Ugyanekkor a legnagyobb nemzetiségi csoportokat a német (83,2%) mellett a horvátok (4,4%), a törökök (4,1%), a szerbek (3,2%) és a szlovének (1,4%) alkották.
A népesség változása:

| 2016 | 369 |
| 2018 | 342 |

## Látnivalók
- a Xavéri Szt. Ferenc templomot eredetileg 1769-ben emelték, 1954-ben teljesen átépítették

## Fordítás
- Ez a szócikk részben vagy egészben  a   Mannsdorf an der Donau című német Wikipédia-szócikk ezen változatának fordításán alapul.  Az eredeti cikk szerkesztőit annak laptörténete sorolja fel. Ez a jelzés csupán a megfogalmazás eredetét és a szerzői jogokat jelzi, nem szolgál a cikkben szereplő információk forrásmegjelöléseként.